# Perscheloribates keriensis
Perscheloribates keriensis är en kvalsterart som först beskrevs av Hammer 1967.  Perscheloribates keriensis ingår i släktet Perscheloribates och familjen Scheloribatidae. Inga underarter finns listade i Catalogue of Life.